# دوغلاس ثارم
دوغلاس جون ثارم (بالإنجليزية: Douglas John Tharme)‏ (من مواليد 17 أغسطس 1999) هو لاعب كرة قدم إنجليزي محترف يلعب لصالح أكرينغتون ستانلي، على سبيل الإعارة من نادي بلاكبول، كمدافع.